# 梅の屋鶴寿
梅の屋 鶴寿（うめのや かくじゅ、享和元年（1801年） - 元治2年1月12日（1865年2月7日））とは江戸時代末期の狂歌師、秣商。

## 来歴
俗称は諸田亦兵衛。始めは吉田佐吉、後に松枝鶴寿と号す。狂歌堂真顔の門人で、神田佐久間町に住んでいた。実家は秣（まぐさ）商をしていたため、秣翁ともいった。鶴寿は浮世絵師の歌川国芳の気性を愛し、常に衣服を与え、庖厨を助けた。嘉永6年（1853年）6月28日に両国柳橋の割烹河内屋において書画会を開催した時、国芳は畳三十畳敷ほどの大きな紙を広げて水滸伝の九紋龍史進を描いて周囲を驚嘆させたとされる。享年65。